# Аэродромное
Аэродромное (каз. Аэродромное) — упразднённое село в Восточно-Казахстанской области Казахстана. Входило в состав городской администрации Риддера. Входило в состав Пригородного сельского округа. Код КАТО — 632433105. Ликвидировано в 2009 г.

## Население
В 1999 году население села составляло 39 человек (22 мужчины и 17 женщин). По данным переписи 2009 года, в селе проживало 38 человек (20 мужчин и 18 женщин).